# Tedaldo (arcivescovo di Milano)
Tedaldo, o Tealdo (latino Thealdus), forse della famiglia capitaneale dei da Landriano (prima metà dell'XI secolo – Arona, 25 maggio 1085), è stato un arcivescovo italiano.
Fu nominato arcivescovo di Milano dall'imperatore nel 1075, ma venne considerato illegittimo e scomunicato da papa Gregorio VII, al culmine della cosiddetta lotta per le investiture.

## Biografia
Proprio nel 1075, infatti, era morto uno dei due pretendenti alla cattedra dell'arcidiocesi di Milano: Gotifredo da Castiglione, già designato come arcivescovo sei anni prima dal dimissionario Guido da Velate e appoggiato, seppure con alcune incertezze, dall'imperatore Enrico IV.  Del cardinale Attone (imposto dal patarino Erlembaldo nel 1070 in alternativa a Gotifredo, e gradito ai papi Alessandro II e Gregorio VII) si erano ormai perse le tracce dopo la sua fuga a Roma.
Enrico IV tentò di tenere la situazione sotto controllo scegliendo come nuovo arcivescovo un prete milanese a lui fedele, Tedaldo, già appartenente alla cappella imperiale.  Tedaldo riuscì a governare la Chiesa milanese per un decennio, anche se pare che abbia avuto qualche difficoltà.  Gregorio VII lo scomunicò più volte, e nel 1077 questi dovette persino allontanarsi da Milano, pur continuando ad avere un vasto appoggio nell'arcidiocesi: nel periodo successivo fu uno dei personaggi più importanti al seguito di Enrico IV. Anche durante le lunghe assenze di Tedaldo da Milano, tuttavia, finché questi fu in vita non fu eletto nessun altro arcivescovo al suo posto: segno che, comunque, la Chiesa ambrosiana riconosceva in lui il proprio arcivescovo.  Le fonti storiche, d'altronde, non lasciano intravedere nessuna presa di posizione a favore di Gregorio VII da parte della comunità cittadina: a Milano, piuttosto, i diversi gruppi sociali della città discutevano su come ci si dovesse comportare nei confronti dell'arcivescovo Tedaldo, scomunicato e spesso assente.
Tedaldo morì ad Arona il 25 maggio 1085, lo stesso giorno del suo strenuo avversario Gregorio VII.
Soltanto un anno dopo la sua morte venne eletto un nuovo arcivescovo: il 1º luglio 1086 veniva eletto Anselmo III, della famiglia dei da Rho, appartenente all'aristocrazia capitaneale, investito anch'egli da Enrico IV e ordinato da un solo vescovo consacrante.  Nel 1088 Milano, dopo più di un decennio di scisma da Roma, sarebbe ritornata all'unità con la sede papale proprio grazie all'opera di Anselmo III, nonostante gli inizi irregolari del suo episcopato.

### Fonti
- Landulphi Senioris Historia Mediolanensis, a cura di L. C. Bethmann – W. Wattenbach (MGH, Scriptores, VIII, Hannover 1848, pp. 32-100). Testo latino nell'Archivio della latinità italiana nel Medioevo

### Studi
- Alfredo Lucioni. L'età della Pataria. In: Adriano Caprioli, Antonio Rimoldi & Luciano Vaccaro, edd.. Diocesi di Milano. Vol. 1. Brescia: La scuola, 1990. 167-194.
- (DE)  Olaf Zumhagen. Tedald von Mailand (1075-1085) : Erzbischof ohne civitas. In: Thomas Scharff & Thomas Behrmann, edd.. Bene vivere in communitate : Beiträge zum italienischen und deutschen Mittelalter, Hagen Keller zum 60. Geburstag überreicht von seinen Schülerinnen und Schülern.  Münster, ecc. : Waxmann, 1997. 3-24.